# Jean-Michel Bertrand

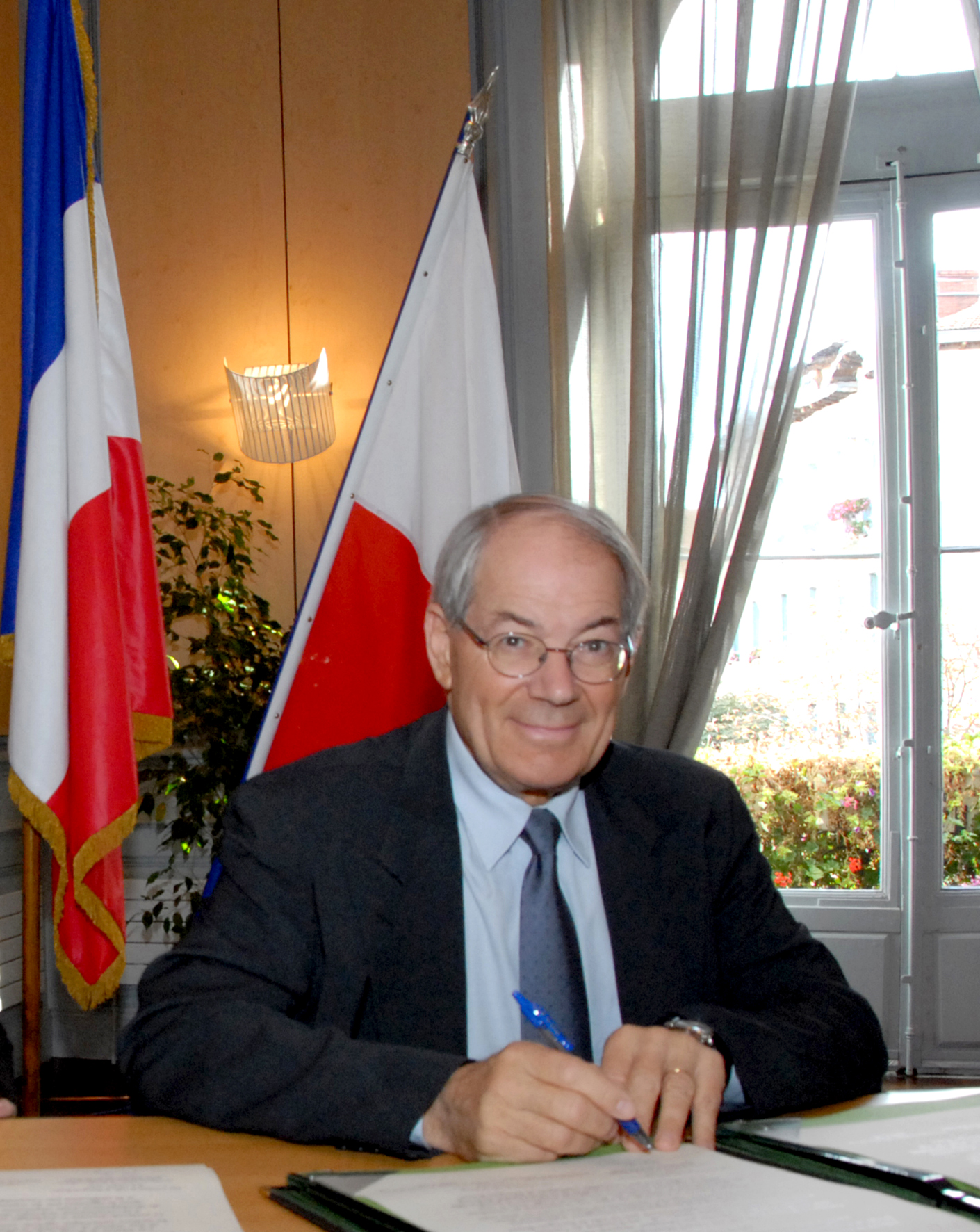
Jean-Michel Bertrand (2008)

Jean-Michel Bertrand (* 6. Juni 1943 in Baccarat, Frankreich; † 19. Februar 2008 in Paris) war ein französischer Politiker.

## Politisches Wirken
Er war von 2001 bis zu seinem Tod Bürgermeister von Bourg-en-Bresse und wurde am 16. Juni 2002 zum Abgeordneten für die zwölfte Legislatur (2002–2007) im ersten Bezirk des Départements Ain gewählt. Bertrand war Mitglied der Partei Union pour un mouvement populaire (UMP) und des Nationalen Rates der Verkehrssicherheit (CNSR).

### Mandate
- 1983–1989 Mitglied des Gemeinderates von Bourg-en-Bresse
- 1989–1995 Assistent am Bürgermeister von Bourg-en-Bresse
- 1995–2001 Mitglied des Gemeinderates von Bourg-en-Bresse
- 1995–1998 Mitglied des regionalen Rates von Rhône-Alpes
- 2001–2002 Mitglied des regionalen Rates von Rhône-Alpes
- 2001–2008 Bürgermeister von Bourg-en-Bresse